# 裴建
裴建，江西贵溪人，明朝政治人物。
监生出身。嘉靖二十年，接替陈沂任福建永安县知县，后由詹铱相接任。